# 조례 (원성애왕)
원성애왕 조례(元城哀王 曹禮, ? ~ 229년)은 조위의 황족이자 제후왕으로, 문제의 아들이다.

## 생애
황초 2년(221년) 진공(秦公)에 봉해져 경조윤을 봉읍으로 삼았다. 이듬해에 경조왕(京兆王)이 되었고, 3년 후 원성왕(元城王)으로 전봉되었다.
태화 3년(229년)에 죽어, 시호를 애왕(哀王)이라 하였다. 임성왕 조해의 아들 조제가 후사를 이었다.

## 출전
- 진수, 《삼국지》
  - 권3 명제기
  - 권20 무문세왕공전

| 선대 (첫 봉건) | 조위의 진공 221년 - 222년 | 후대 (경조왕으로 승격) |

| 선대 (진공에서 승격) | 조위의 경조왕 222년 - 225년 | 후대 (봉국 폐지) |

| 선대 (첫 봉건) | 조위의 원성왕 225년 - 229년 4월 | 후대 양자 조제 |

## 같이 보기
- 삼국지 인물 목록